# Irving Paul Lazar
Irving Paul "Swifty" Lazar (né le 28 mars 1907 et décédé le 30 décembre 1993) est un célèbre agent artistique américain qui représenta, entre autres, Lauren Bacall, Humphrey Bogart, Truman Capote, Cher, Joan Collins, Noel Coward, Ira Gershwin, Cary Grant, Moss Hart, Ernest Hemingway, Gene Kelly, Madonna, Walter Matthau, Larry McMurtry, Vladimir Nabokov, Clifford Odets, Cole Porter, William Saroyan, Irwin Shaw et Tennessee Williams.

## Biographie
Il est né à Brooklyn sous le nom de Samuel Lazar.